# Liste klassizistischer Bauwerke in Österreich
Die Liste klassizistischer Bauwerke in Österreich gibt einen Überblick über Bauwerke des Klassizismus in Österreich.

## Überblick
Der Klassizismus, also die Rezeption der griechischen Antike, hat in der Habsburgermonarchie eine lange Tradition. Schon im frühen Hochbarock (um 1700) tritt ein Barockklassizismus venetianischer Art auf, ab 1740 der Theresianische Barock französischer Art (Schloss Schönbrunn nach Versailles), ab den 1760ern Josephinischer Stil, in nüchtern-klassischer Strenge mit leichtem Rokoko. Ein reiner Klassizismus findet sich ab den 1760ern im Tirol Ferdinand II. (Triumphpforte 1765), dann zunehmend in der ganzen Monarchie. Beide Stile sind sich in der Erscheinung sehr ähnlich, unterschieden werden sie am Dekor, das runde Ornament des Barocks wird durch die konsequente Linearität der Klassik abgelöst, sie können aber auch als Stilkomplex gesehen werden.

Nach den Napoleonischen Kriegen bricht man mit dem Französischen, die Repräsentationsarchitektur wird wieder zunehmend italianisierender (Äußeres Burgtor Wien), ähnlich dem angelsächsischen Italianate, die bürgerliche bleibt undefiniert-konservativ und wird als biedermeierlich beschrieben. Daneben macht sich aber auch schon ein romantischer Historismus (Frühhistorismus) bemerkbar, Spätklassizismus und klassizierenden Frühhistorismus dieser Jahrzehnte fasst man als Romantischer Klassizismus zusammen. Mit der Revolution von 1848/49 endet der Klassizismus (taucht aber wenige Jahrzehnte später, in der Gründerzeit, als Neoklassizismus wieder auf)

Repräsentative Beispiele
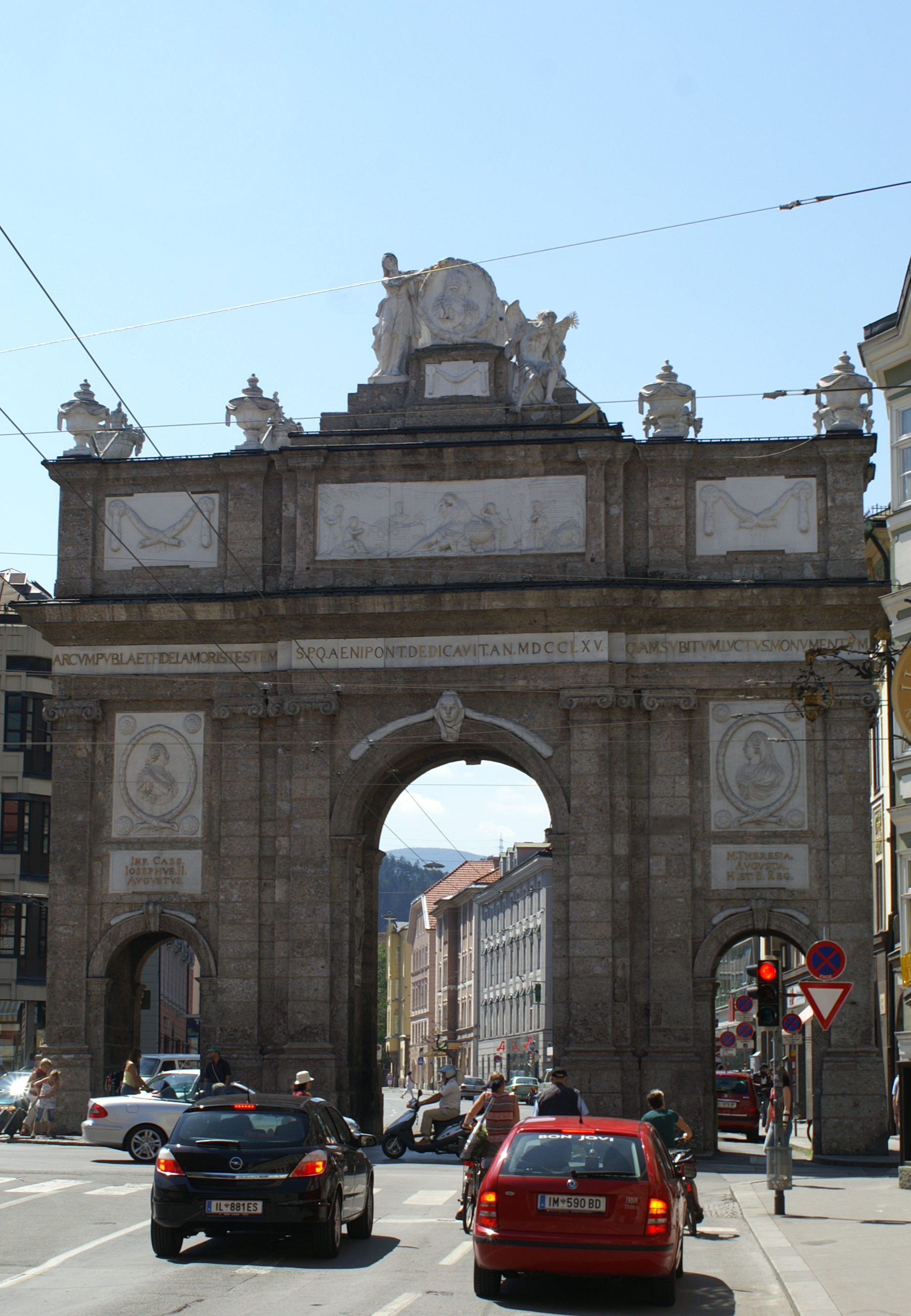
Triumphpforte Innsbruck, nach 1765
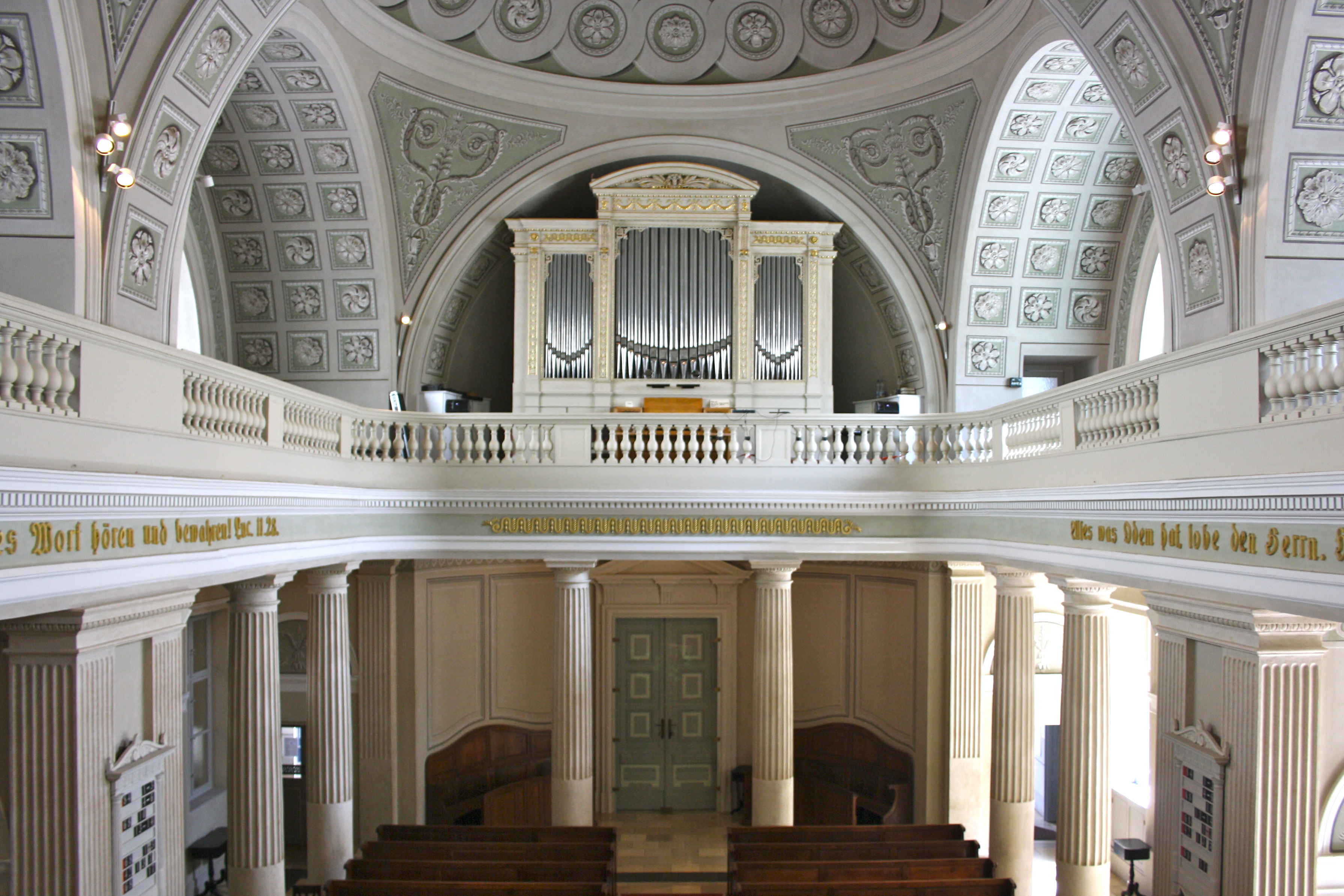
Reformierte Stadtkirche, Wien, 1783–1784
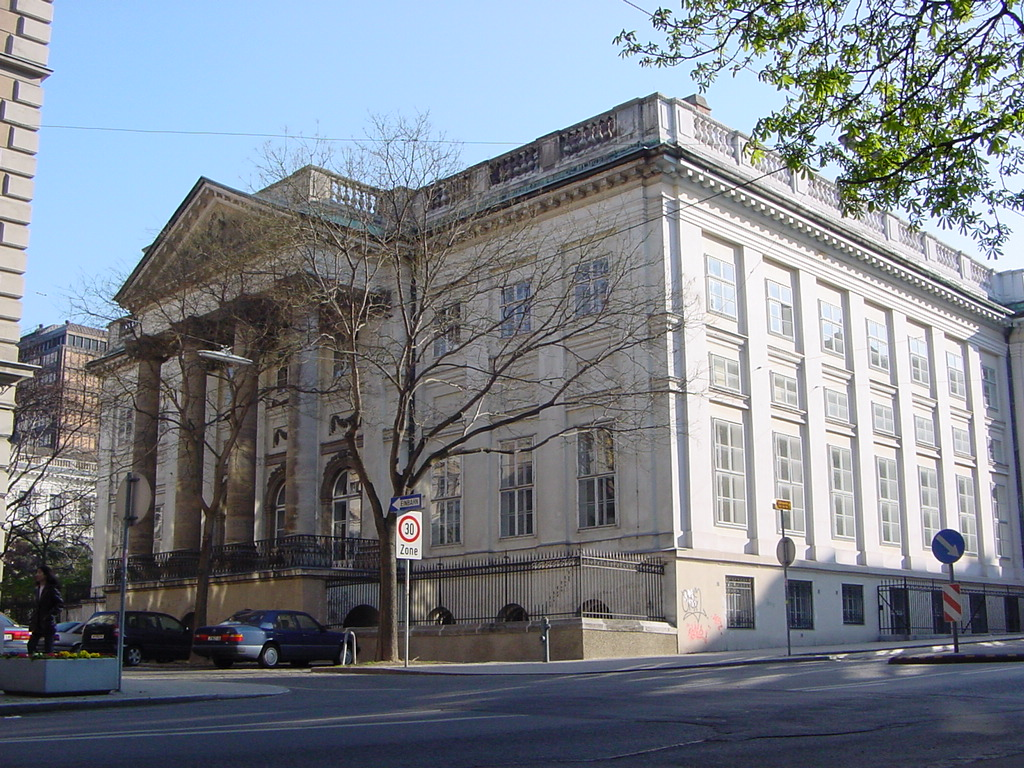
Palais Rasumofsky, Wien-Landstraße, 1806
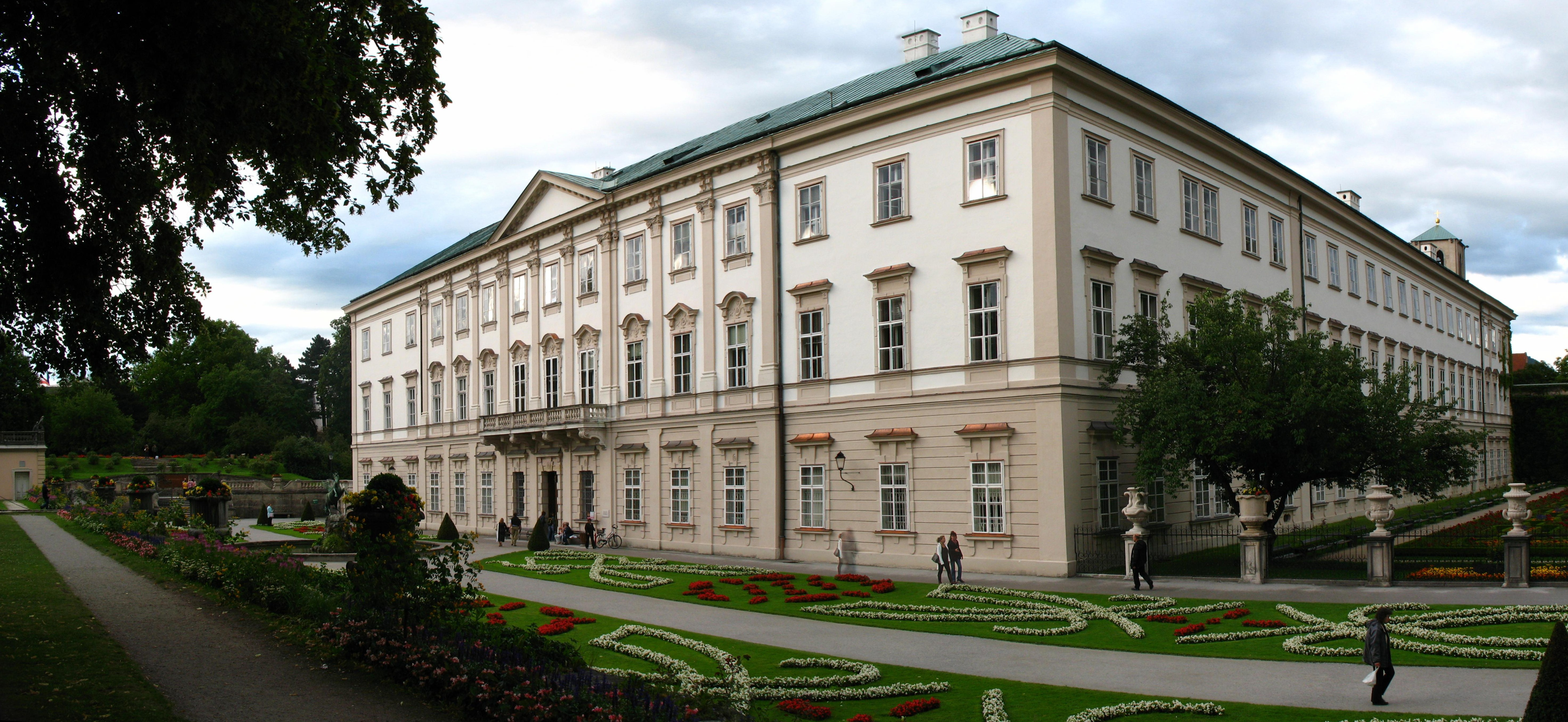
Schloss Mirabell, ab 1818
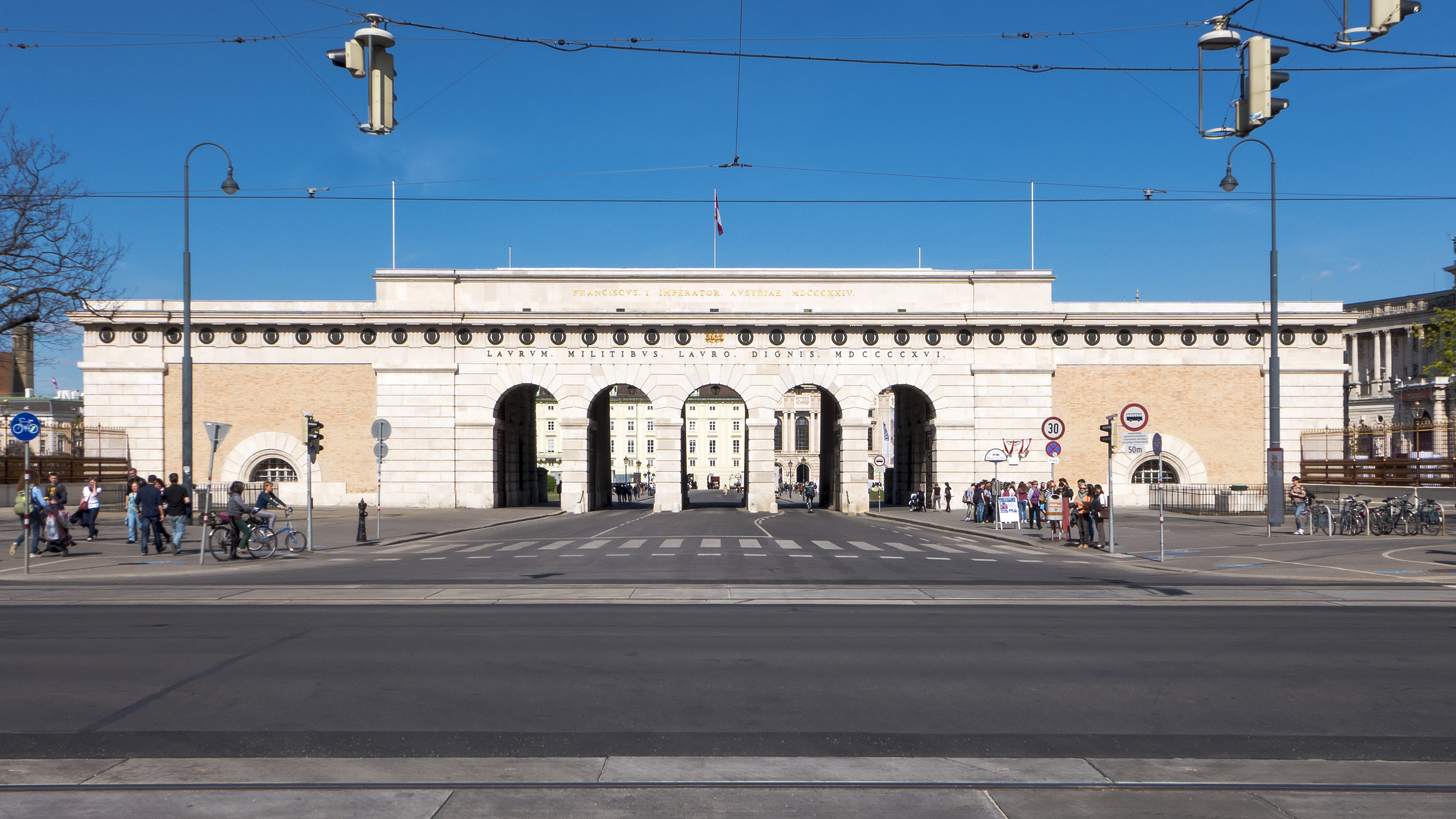
Äußeres Burgtor, 1821–1824
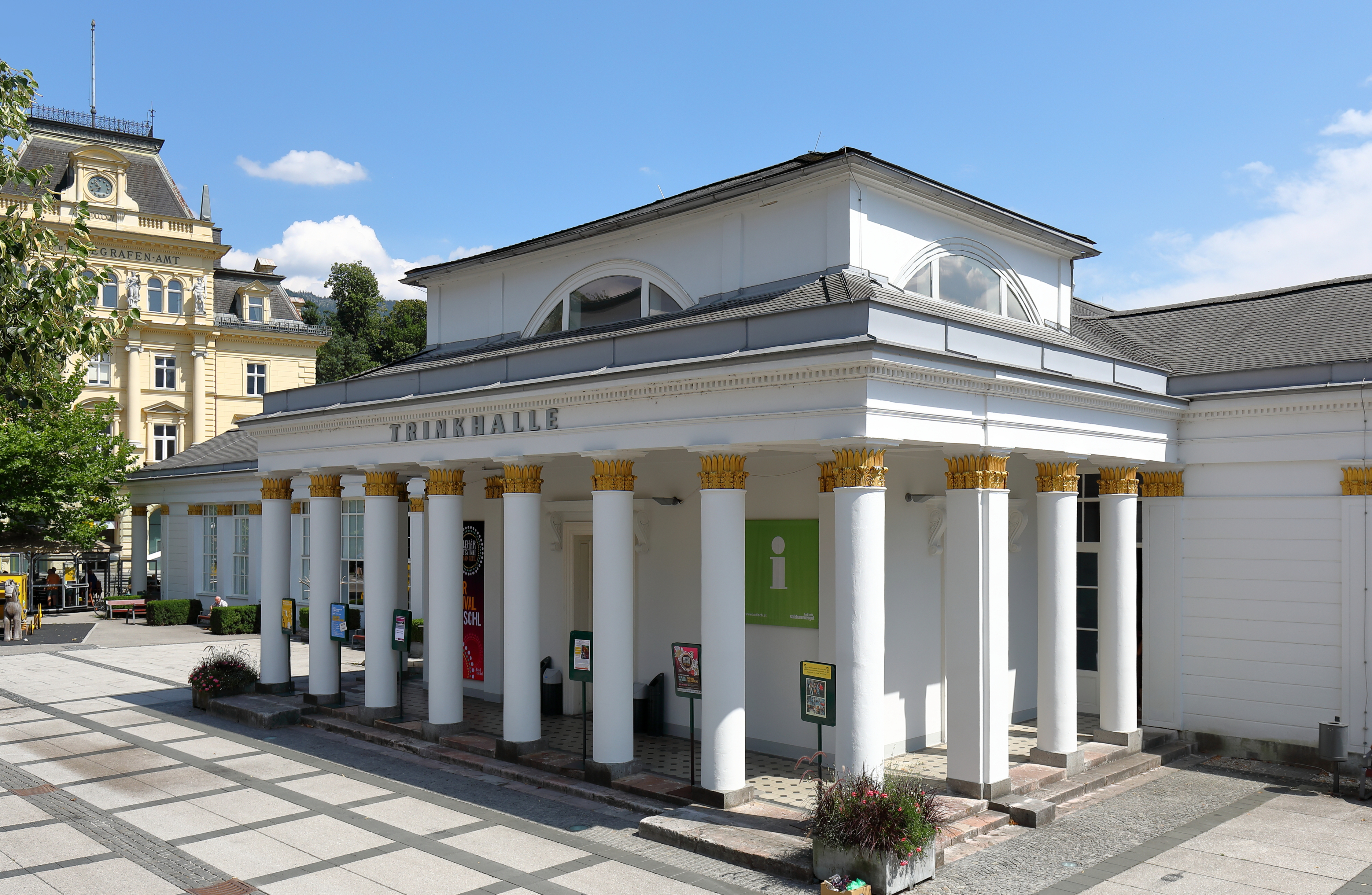
Trinkhalle Bad Ischl, 1829–1831
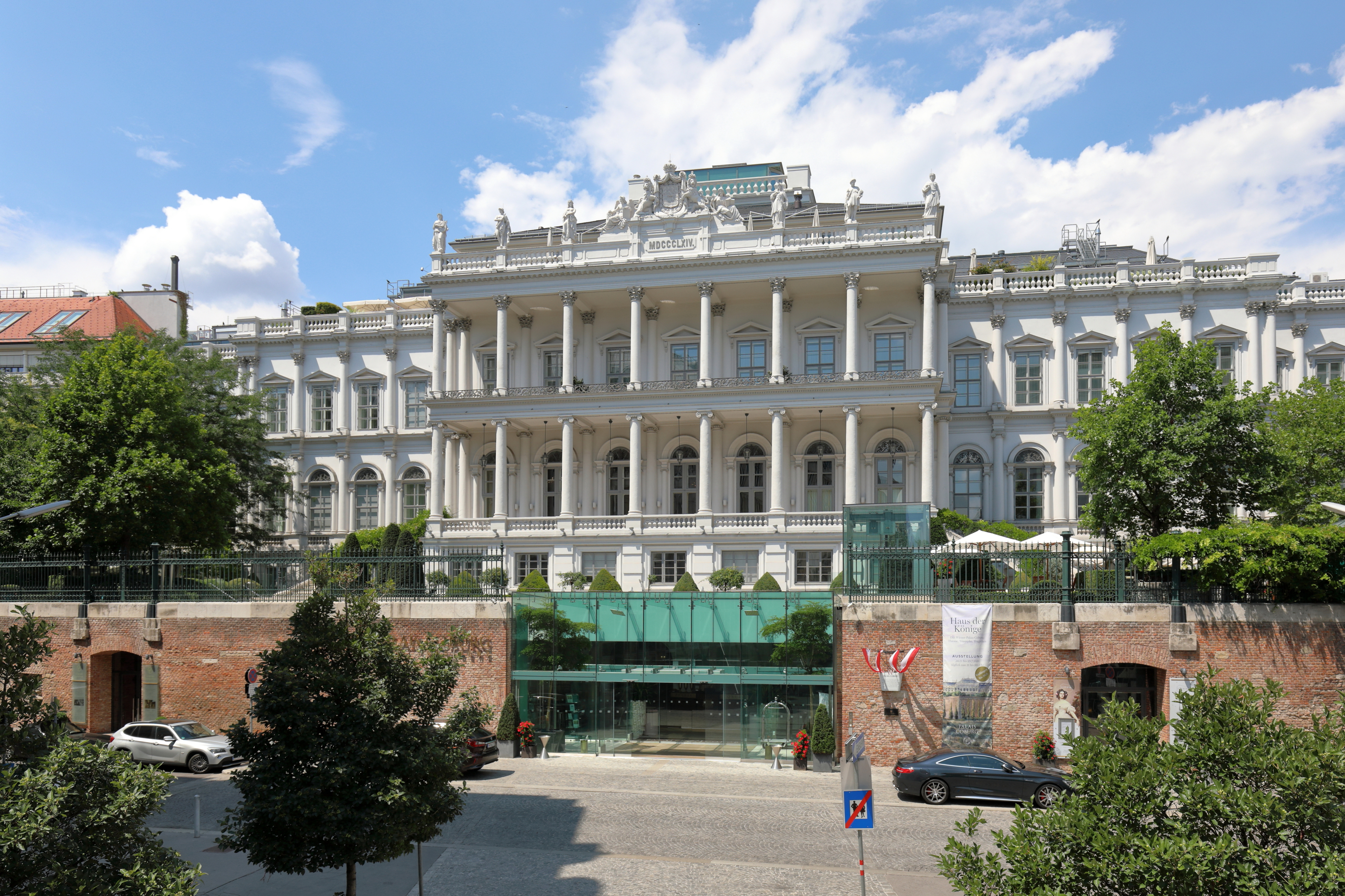
Palais Coburg
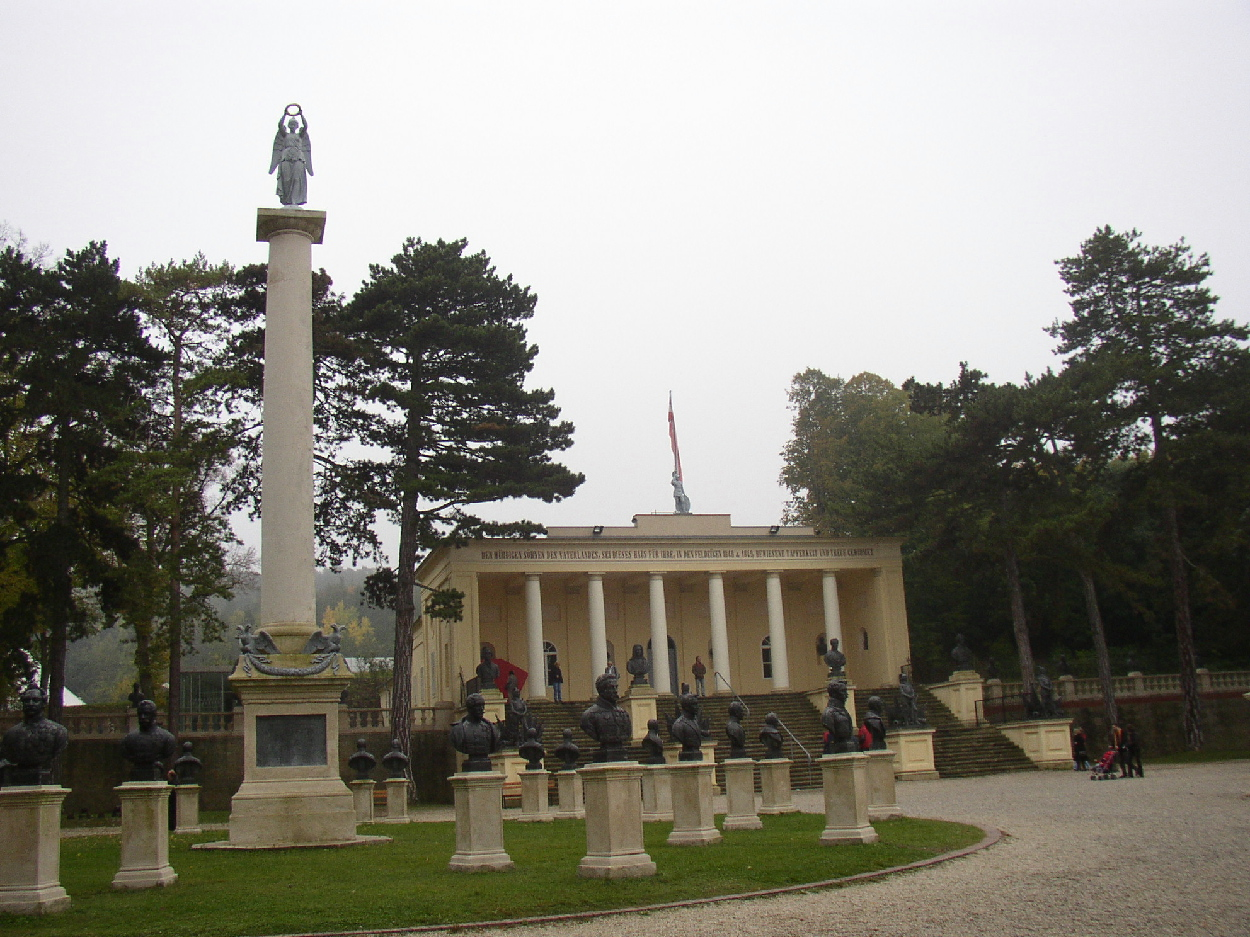
Säulenhalle und Siegessäule des Italienfeldzuges in der Gedenkstätte Heldenberg, 1848

## Liste
| Bau                                | Ort                             | Ld.  | datiert   | Stil                                         | Arch./Baum.                                          | Anmerkung |        |
| ---------------------------------- | ------------------------------- | ---- | --------- | -------------------------------------------- | ---------------------------------------------------- | --- | ------ |
| Schloss Loosdorf                   | Fallbach                        | NÖ   | um 1820   | klassizistisch umgebauter Ansitz, Prunkräume |                                                      | nahe gelegenen die (künstliche) romantische Ruine Hanselburg, Ende des 18. Jh.                                                             | Schl   |
| Gedenkstätte Heldenberg            | Kleinwetzdorf (Gem. Heldenberg) | NÖ   | 1848      | klassizistisch                               | Joseph Gottfried Pargfrieder                         | | Dkm    |
| Trinkhalle                         | Bad Ischl                       | OÖ   | 1829–1831 | klassizistisch                               | Franz Lössl                                          | Kuranlage, Umgang mit korinthischen Säulen                                                                                                 | ProfB  |
| Schloss Mirabell                   | Salzburg                        | Sbg  | ab 1818   | klassizistisch                               | Johann Georg von Hagenauer                           | ehemaliges Barockschloss Erzbischof Raitenaus von 1606, 1710–1727 von Johann Lucas von Hildebrandt hochbaockisiert, 1818 völlig abgebrannt | Schl   |
| Heilandskirche                     | Graz                            | Stmk | 1824      | Biedermeier                                  |                                                      | 1853/1858 Umbau der Fassaden und Errichtung eines Turms →im Stil des romantischen Historismus                                              | Ki     |
| Triumphpforte                      | Innsbruck                       | Tir  | nach 1765 | frühklassizistische Toranlage                |                                                      | | Dkm    |
| Matreier Pfarrkirche               | Matrei in Osttirol              | Tir  | 1777–1783 | Wende Spätbarock zum Frühklassizismus        | Thomas Mayr                                          | | Ki     |
| Palais Pallavicini                 | Wien                            | W    | 1783/84   | frühklassizistisch                           | Johann Ferdinand Hetzendorf von Hohenberg            | | Schl   |
| Reformierte Stadtkirche            | Wien                            | W    | 1783–1784 | protestantischer Frühklassizismus            | Gottlieb Nigelli                                     | →neobarocke Fassade 1887 | Ki     |
| Josephinum                         | Wien                            | W    | 1783–1785 | Wende Barockklassizismus zu Frühklassizismus | Isidore Canevale                                     | | SchulB |
| Pfarrkirche Atzgersdorf            | Wien                            | W    | 1781–1782 | frühklassizistisch                           | Andreas Fischer                                      | | Ki     |
| Palais Rasumofsky                  | Wien                            | W    | 1806      | klassizistisch                               | Louis Montoyer                                       | | Schl   |
| Palais Pálffy an der Wallnerstraße | Wien                            | W    | 1809–1813 | französisch-klassizistisch, innen Empire     |                                                      | | Schl   |
| Palais Modena                      | Wien                            | W    | 1814      | klassizistisch                               |                                                      | | Schl   |
| Pfarrkirche Inzersdorf             | Wien                            | W    | 1818–1820 | klassizistisch                               |                                                      | | Ki     |
| Äußeres Burgtor                    | Wien                            | W    | 1821–1824 | klassizistisch                               | Peter von Nobile                                     | Ringstraße | VerkB  |
| Stadttempel                        | Wien                            | W    | 1825–1826 | klassizistisch                               | Joseph Kornhäusel                                    | Hauptsynagoge Wiens | Ki     |
| Palais Clam-Gallas                 | Wien                            | W    | 1834–1835 | klassizistisch                               |                                                      | | Schl   |
| Palais Coburg                      | Wien                            | W    | 1839–1844 | klassizistisch                               | Karl Schleps und Adolf Korompay                      | | Schl   |
| Altlerchenfelder Pfarrkirche       | Wien                            | W    | ab 1848   | Übergang vom Klassizismus zum Historismus    | Paul Wilhelm Eduard Sprenger und Eduard van der Nüll | | Ki     |

## Nachweise
- Eintrag zu Klassizismus im Austria-Forum (im AEIOU-Österreich-Lexikon)
- Eintrag zu Romantik im Austria-Forum (im AEIOU-Österreich-Lexikon)